# Berliner Theater

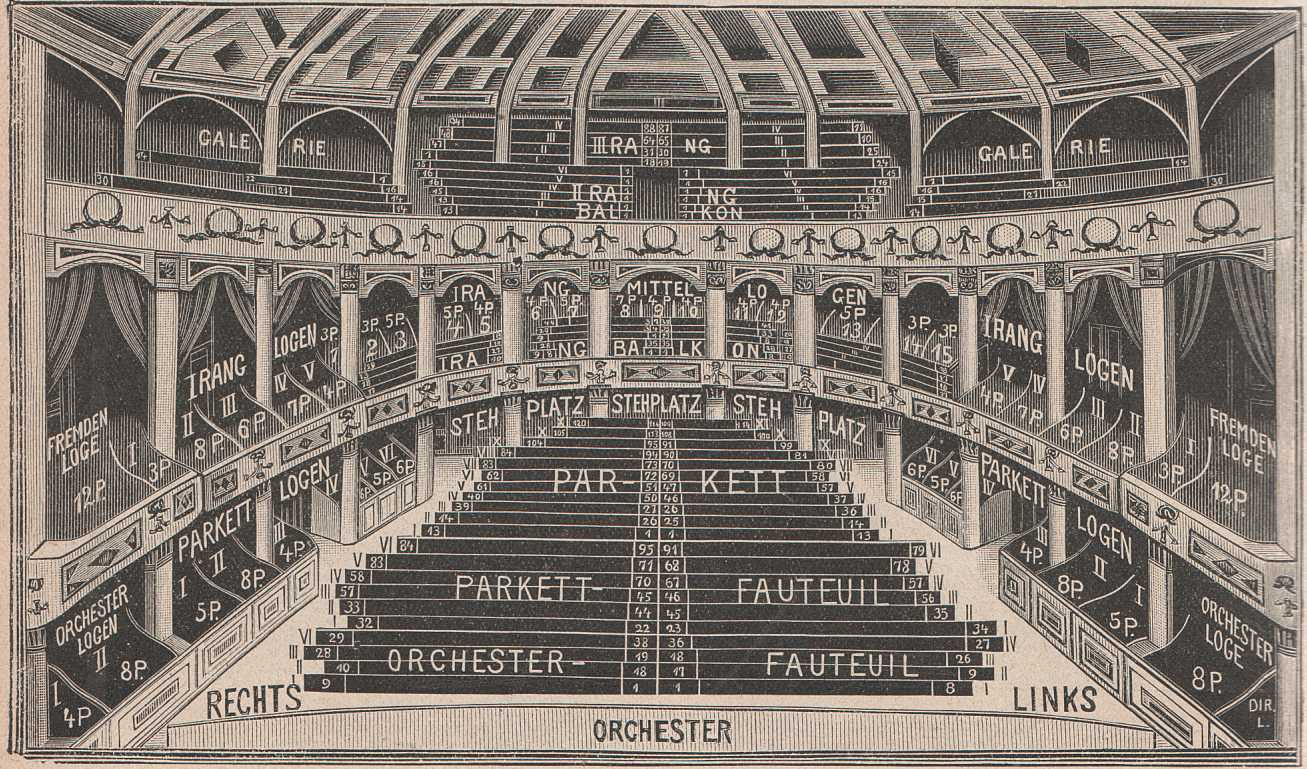
Le Berliner Theater en 1912.

Le Berliner Theater était jusqu'en 1936 un théâtre berlinois situé aux numéros 90 et 92 de la Charlottenstraße à Berlin-Kreuzberg. Connu pour ses opérettes, il fut aussi, pendant les années 1930, un lieu d'accueil pour le Jüdischer Kulturbund (en).

## Source de la traduction
- (de) Cet article est partiellement ou en totalité issu de l’article de Wikipédia en allemand intitulé « Berliner Theater » (voir la liste des auteurs).